# リン化ホウ素
リン化ホウ素（Boron phosphide、BP）は、ホウ素のリン化物である。CAS番号は[20205-91-8]、融点は2400Kを超える。半導体であり、結晶構造は閃亜鉛鉱構造をとる。